# 石油ナッツ
石油ナッツ(resin cheesewoodまたはpetroleum nut)は、トベラ科トベラ属に属する樹木である。フィリピンとマレーシア、特にフィリピンのマヨン山及びコルディリェラ行政地域やマレーシアのキナバル山で見られる木である。最大で30mに達し、トベラを小さくしたような香りのある花を付け、果実は緑色から熟するとオレンジ色となり、割れる。
石油ナッツという名前は、果実の香りが石油燃料と似ているところに由来する。果実に点火すると明るく燃え、トーチや蝋燭等のように明かりとして用いることができる。また果実はバイオ燃料の製造に適している。フィリピンの農地改革省やココナッツ庁は、この利用を推奨している。
コルディリェラ行政地域では、石油ナッツはapisang、abkel、abkol、da-il等として知られ、オークやその他のコケの生えた森林樹木に交じって見られる。マツの木ともよく一緒に生育する。
油は蒸留すると、非常に純度の高いn-ヘプタンにできる。